# Manilkara littoralis
Manilkara littoralis là một loài thực vật có hoa trong họ Hồng xiêm. Loài này được (Kurz) Dubard mô tả khoa học đầu tiên năm 1915.